# Musikbåge
Musikbåge eller Stavcittra är ett enkelt stränginstrument, brukat i Afrika, Sydostasien och på Söderhavsöar. Till Amerika, där den även förekommer, har den troligen införts av slavar. Musikbågen liknar en pilbåge och har möjligen utvecklats ur denna.
Musikbågen är mellan 45 och 30 centimeter lång och består av en elastisk trästav med en sträng monterad. Den kan spelas genom att knäppas med fingrarna, spelas med en slagpinne eller räfflad rivstång. En variant är munbågen där strängen förs mellan läpparna och munhålan därigenom fungerar som resonanslåda.